# I Was a Teenage Frankenstein (film)
I Was a as Teenage Frankenstein este un film de groază american din 1957. În rolurile principale joacă actorii Whit Bissell și Phyllis Coates.

## Distribuție
- Whit Bissell ca Professor Frankenstein
- Phyllis Coates ca Margaret
- Robert Burton ca Dr. Karlton
- Gary Conway ca Teenage Monster/Bob
- George Lynn ca Sergeant Burns
- John Cliff ca Sergeant McAfee
- Marshall Bradford ca Dr. Randolph
- Claudia Bryar ca Arlene's mamă
- Angela Blake ca Beautiful fata
- Russ Whiteman ca Dr. Elwood